# Raymond Bernard (misztikus)
Raymond Bernard (Bourg-d’Oisans, 1923. május 19. – Valenton, 2006. január 10.) francia író, misztikus. Évtizedekig a Rózsakeresztes rend (AMORC) vezető tisztségviselőinek egyike volt, továbbá ő Christian Bernard – 1990-től 2019-ig hivatalban lévő – AMORC Imperator édesapja.

## Élete

### Gyermekkora, korai tanulóévek
Raymond Bernard a franciaországi, Bourg-d’Oisansban született, Isère megyében. Szülei szatócsboltot működtettek a faluban. A kis Raymond a községi elemi iskolába járt, majd Grenobleban a "Collège Saint-Michel" magániskolát végezte el 1934 és 1938 között. 1939-ben beiratkozott a szintén grenoble-i "Champollion" Líceumba, ahol a tanulmányait azonban 1940-ben meg kellett szakítania a német megszállás miatt.

### A háború alatt
1941 januárjában megkísérelt csatlakozni a Szabad Francia Erőkhöz, de csak Montpellier-ig jutott, ahonnan vissza kellett térnie szülőfalujába.
1941 májusában találkozott Bourg-d’Oisans-ban az ott menekültként élő angol Edith Lynnel, aki először beszélt neki a rózsakeresztességről és adott ajándékba Raymondnak egy A.M.O.R.C.-os információs füzetet és néhány számot a Rosicrucian Digest magazinból. Edith Lynn korábban főiskolai tanár volt és Raymond tőle vette első angol nyelvleckéit 1941 és 1945 között.
Raymond kapcsolatban állt a francia ellenállással és emiatt 1944 januárjában letartóztatták a németek és elmondása szerint vallatták, kínozták és folyamatosan zaklatták. A további tortúrától a szövetségesek dél-franciaországi partraszállása és gyors előrenyomulása mentette meg augusztusban. 1945 januárjában találkozott először Jeanne Guesdonnal, az AMORC akkori francia Nagytitkárával. Még ugyanebben a hónapban katonai mozgósítások kezdődtek és Raymond-t is behívták katonai szolgálatra, melynek nyomán februárban Nîmesbe vezényelték a tüzérséghez. Több helyen töltött be különféle beosztásokat, majd végül 1946 januárjában szerelték le.

### Egyetem és felnőtt évek
1946 januárjában, katonai szolgálata befejezése után, beiratkozott a Grenoble-i Egyetem Jogi Karára levelező tagozaton. 1948-tól fivérével és szüleivel a családi vállalkozásban dolgozott.
1948 decemberében Jeanne Guesdon (1884-1955, Sar Puritia) Nagytitkár közreműködésével újraindították az AMORC működését Franciaországban. Raymond Bernard volt gyakorlatilag az első belépő tag, mivel a Nagytitkár asszony megtartotta tagságát az amerikai AMORC szervezetben, Hans Grüter (1874-1953, Sar Iohannes) francia nagymester pedig már teljesen inaktív volt. A belépés hivatalos dátuma: 1949. január 1.
1951. február 19-én Bourg-d’Oisans-ban feleségül vette Yvonne Noyrey-t, aki Yvonne Bernard néven lett élete párja. Nászútjuk Korzika szigetére, majd Észak-Afrikába vezetett, ahol az akkori francia gyarmat Algériában lévő Algírban és Oránban apai ági rokonokat látogattak meg. 1951. november 30-án fiúgyermekük született, a későbbi AMORC Imperator Christian Bernard. 1956 októberében a Bernard család átköltözött A Rózsakeresztes rend akkori franciaországi központjának otthont adó Villeneuve-Saint-Georges-ba, abba az épületbe, ahol Guesdon asszony lakott korábban és amelyet a Rendre hagyott.
Raymond 1962-ben végezte el az egyetemi tanulmányait és – mai szóhasználattal élve – PhD fokozatot szerzett. 1972. február 5-én Raymond vezette le fia rózsakeresztes esküvői szertartását. Ugyanez év április 26-án tagja lett a "Société des gens de lettres"-nek (SGDLF).

### Fordulópont és időskora
1977. december 8-án szívrohamot kapott és hónapokig kórházi ápolásra szorult. 1981-ben egy Cagliostroról szóló televíziós vitaműsorban szerepelt az Antenne 2 csatornán, 1982-ben az okkultizmussal foglalkozó történész, Serge Caillet készített vele riportot a Rózsakeresztes Rendről, míg 1985-ben és 1987-ben rádióinterjút adott a "Radio 3" rádióadónak. 1986 szeptemberében egy genovai szemináriumon – egészségi állapotára hivatkozva – bejelentette visszavonulását minden AMORC-os szervezeti tevékenységétől. Ezek után könyvei írásával, templomos és karitatív tevékenységeivel foglalkozott főként és további interjúkat adott Serge-nek és másoknak. A halál küszöbét 2006. január 10-én lépte át, hamvait családja és barátai jelenlétében szórták szét egy erdei tisztáson, végakaratának megfelelően.

## Ezoterikus tevékenységei

### Rózsakeresztesség
Az 1949. eleje után Raymond Bernard – Jeanne Guesdon felügyelete alatt – aktívan részt vett az AMORC franciaországi felélesztésében. A Rend anyagait fordították és megszervezték azok postai terjesztését, beindították a "Rose-Croix" nevű hírújságjukat, valamint Madame Guesdon felügyeletével felépítették az adminisztráció céljára szolgáló ingatlant. 1952 januárjában – az Imperator javaslatára – felvételt nyert az akkoriban az AMORC "Militia Crucifera Evangelica" (M.C.E.) néven működő "belső lovagi szervezetébe". Az 1954 júliusában San Joséban nagymesterré avatott Jeanne Guesdon 1955. március 29-én rövid betegeskedés után váratlanul elhunyt és helyettesítésével ideiglenesen a svéd nagymestert, Albin Röimert (1908-1993) bízták meg. Az Imperator már ismerte Raymond-t Mme Guesdon méltatásaiból, így közvetlen együttműködés alakult ki a két férfi között.
A Bernard házaspár 1955. októberében egy Citroën 2CV-n Olaszországba utazott, ahol Raymond találkozott Giuseppe Cassarà di Castellammare báróval a szabadkőműves Ősi és Elfogadott Skót Rítus (AASR) olasz tagjával, akit később Raymond ajánlott Ralph Maxwell Lewis (1904-1987, Sar Validivar) akkori AMORC Imperator figyelmébe, és akit hamarosan az AMORC olaszországi szervezetének újjászervezésével és vezetésével bíztak meg.
1956. január 15-én találkozott először Ralph M. Lewis és Raymond Bernard, az Imperator Franciaországba tett látogatása alkalmával. Lewis felajánlotta Raymondnak a francia szervezet titkári tisztségét és kilátásba helyezte, hogy ő lehet Guesdon asszony nagymester utóda. Raymond Bernard elfogadva a felajánlott lehetőséget, felhagyott a családi vállalkozással és ugyanaz év októberig családostul a Rend központjába, a Párizs melletti Villeneuve-Saint-Georges-ba költözött. Folytatta a Rend anyagainak francia nyelvre fordítását, továbbá helyi szervezeteket, páholyokat alapított. Ünnepélyes nagymesteri beiktatására 1959. július 8-án került sor San Joséban az AMORC Világtalálkozóján.
1966-ban elhunyt, az alapító Harvey Spencer Lewis özvegye, Martha Lewis. Az AMORC Legfelsőbb Tanácsa ez év augusztus 4-én Raymond Bernard-t választotta utódául a tanácsba és kinevezte Legfelsőbb Legátusnak. 1973-ban az AMORC Francia Joghatóságának székhelye átköltözött a mai helyére, Le Tremblay-Omonville-be, 1976. február 1-jétől pedig megnyitotta kapuit a Rend elvonulóközpontja, a "Château du Silence", Tanay településen.
1977 júliusában Raymond Bernard a Legfelsőbb Nagypáholynak hivatalosan bejelentette visszavonulását a nagymesteri tisztségből, míg jelezte, hogy a Legfelsőbb Legátusi feladatait továbbra is vállalja. A testület elfogadta a döntést és utódául fiát, Christian Bernard-t jelölte ki. 1982 novembere és 1983 februárja között három alkalmas, valamint 1984 decemberében egy hétvégés szemináriumot tartott az AMORC párizsi kulturális központjában. Legátusként a 80-as években folyamatosan látogatta a világméretű Rend helyi szervezeteit, így pl. járt Elefántcsontparton, Haitin, Martinique-on, Togoban, illetve Görögországban. 1986. május 28-án visszavonult a Legfelsőbb Nagypáholyban viselt tagságától és befejezte legátusi feladatait, 1986 szeptemberében pedig egészségi állapotára hivatkozva bejelentette visszavonulását minden egyéb rózsakeresztes tevékenységétől is. A Rendnek továbbra is tagja maradt. Ralph Maxwell Lewis imperator 1987. január 12-én bekövetkezett halála után kinevezték az utód, Gary L. Stewart személyi tanácsadójának. Az utolsó AMORC rendezvény, melyen részt vett, a togói AMORC találkozó volt 1988. február 19-én, és ez az a dátum, amikortól a CIRCES elnevezésű szervezete megkezdte tevékenységét.

### Martinizmus
Szintén az 1959-es AMORC Világtalálkozó keretében kapta meg Raymond a megbízást a Tradicionális Martinista Rend (T.M.O.) újraindítására Franciaországban. Személyes beavatója J. Duane Freeman volt. Valószínűleg martinista beavatását akarta egy másik – Papus-ra visszavezethető – beavatási láncolattal megerősíteni, amikor 1960. január 17-én S::I::I fokozatú beavatást nyert Marcel Laperruque Nagymester Helyettestől, az akkor Robert Ambelain (1907-1997, Aurifer) által vezetett "l’Ordre Martiniste" (l'O.M.) tagjától. Lényegében beavatást "cseréltek", mert Laperruque is megkapta az Augustin Chaboseau vonala szerinti beavatást, így kölcsönösen elismerték egymás hitelességét. Laperruque-et decemberben a TMO Nagytanácsnokává, majd 1965-ben Főfelügyelőjévé nevezték ki.
1970-ben Legfelsőbb Legátusi minőségében beindította a martinista tevékenységeket Haitin, majd 1972-ben feleségével együtt meglátogatták Martinez de Pasqually léogâne-i tempelének romjait. 1989 novemberében egy a TMO-t méltató és történetét elmesélő interjú jelent meg Raymond-nal a CIRCES havi kiadványában, egy 2003. március 7-én készített interjúban pedig beszélt a TMO-ba való belépéséről és a szervezet franciaországi felfejlődéséről a 60-as évektől kezdődően. Felidézte kapcsolatát Robert Ambelainnal, Philippe Encausse-szal és Marcel Laperruque-kal a "legnagyobb toleranciával a legszigorúbb függetlenség mellett."

### Szabadkőművesség
Olaszországi tartózkodása alatt, 1955. október 19-én kapott beavatást a skót rítusú szabadkőművességbe. 1958 elején pedig a spirituális tartalmát még valamelyest őrző reguláris "GNLF Opera" nevű szervezetbe, melyben 1962. március 3-án mester fokra emelték. Megnövekedett rózsakeresztes kötelezettségei miatt azonban hamarosan befejezte részvételét a szabadkőműves páholy munkájában. Jóval később, 1991 elején kért és kapott felvételt a skót rítus szerint működő Francia Nagypáholyba (GLdF, Grande Loge de France), ahol minden korábbi beavatását elismerték és az ún. "Trinitáriusok"-hoz csatlakozott.

### Templomosok

#### O.R.T.
Raymond Bernard-t szintén az 1955 őszi olaszországi tartózkodása alatt avatták be a templomos tradícióba, melyet 1969-ben "A Secret Meeting in Rome" ("Titkos találkozó Rómában") címmel megjelent könyvében le is írt. Ugyanebben a művében egy 1968-as grottaferratai látogatását is elmeséli a Rossanoi Szent Nílusnak szentelt apátságban. Állítása szerint itt egy "Fehér Kardinálistól" kapta meg küldetését, egy új Templomos Rend megalapítását, melyet 1970. október 26-án hajtott végre "L'Ordre Rénové du Temple" (O.R.T.) néven, Ralph M. Lewis AMORC Imperator beleegyezésével. Főként rózsakeresztes tagokból hamarosan mintegy 500 fő tagságot értek el.
Pontosan nem tisztázott okok miatt – valószínűsíthetően az Imperator kérésére – Raymond fokozatosan háttérbe vonult az ORT vezetésétől, majd 1972. október 16-án ki is lépett a nem régóta működő templomos szervezetből. Innentől megszűnt mindenféle kapcsolat az AMORC és az ORT között. Raymond azonban sosem adta fel a templomosok iránti érdeklődését. 1975-ben ismét ellátogatott Grottaferrattába, ahol találkozott a település polgármesterével. 1976-ban pedig az AMORC szervezésében elutazott Egyiptomba, mely utazás magában foglalt egy speciális rituálét a Nagy Piramisban. Ez az élménye inspirálta a későbbi templomos rituálé kialakítására.

#### O.S.T.I.
Raymond Bernard 1988. február 19-én megalapította a "Comité d’Initiatives et des Réalisations Caritatives et Sociales" (C.I.R.C.E.S.) nevű karitatív mozgalmát, majd mintegy félévnyi előkészület után 1988. szeptember 25-én a "l’Ordre Souverain du Temple Initiatique" (O.S.T.I.) elnevezésű "újtemplomos" szervezetét az avignoni pápai palotában. Szertartásaik szimbolikája az alázatosságot volt hivatott tükrözni. Vízkereszt ünnepe környékén minden évben nemzetközi plenáris ülést tartottak a Párizshoz közeli Commanderie de la Villedieu templomos műemlék-együttesben. Beavatási szertartásokat is tartottak, pl. 1994. március 19-én a chartres-i székesegyház altemplomában. A CIRCES 1993. szeptember 1-jén beolvadt az OSTI-ba, annak karitatív ága lett. Raymond 1997 június 15-én átadta a nagymesteri stafétabotot Yves Jayet-nak. 

## Könyvei
- Raymond Bernard. Letters from Nowhere – A world-renowned esotericist recounts his spiritual journeys (angol nyelven). New York: Globe Press Books [1990] (1992). ISBN 0-936385-32-4
- Raymond Bernard. The Invisible Empire, 4. kiadás (angol nyelven), Francis Bacon Lodge, AMORC (1983)
- Raymond Bernard. A Secret Meeting in Rome, 5. kiadás, Rosicrucian Library (angol és francia nyelven), Supreme Grand Lodge of Amorc [1982] (1987). ISBN 978-0912057484
- Raymond Bernard. The Secret Houses of the Rose-Croix, 4. kiadás (angol nyelven), Francis Bacon Lodge, AMORC (1982)
- Raymond Bernard. Strange Encounters, 4. kiadás (angol nyelven), Francis Bacon Lodge, AMORC (1982)
- Raymond Bernard. Messages from the Celestial Sanctum, Rosicrucian Library (angol nyelven). Supreme Grand Lodge of Amorc [1974] (1980). ISBN 978-0912057309
- Raymond Bernard. Agharta: The Subterranean World (angol nyelven). Health Research Books [1960] (1996)

## Kapcsolódó weboldalak
- amorc.hu, "Ancient Mysticusque Ordo Rosae Crucis" (A.M.O.R.C.) hivatalos magyar nyelvű oldala
- martinists.org, "Traditional Martinist Order" (T.M.O.) hivatalos oldala
- gltso.org, "Grande Loge Traditionnelle et Symbolique Opéra" (G.L.T.S.O.) hivatalos oldala
- osti.org, "Ordre Souverain du Temple Initiatique" (O.S.T.I.) hivatalos oldala
- tradition-mystique.net, "l’Association des Amis de Raymond Bernard" hivatalos oldala